# WTA Buenos Aires
Das WTA Buenos Aires (offiziell: Argentinian Open) war ein Damen-Tennisturnier der WTA Tour, das in der argentinischen Stadt Buenos Aires ausgetragen wurde.

## Siegerliste

### Einzel
| Jahr | Siegerin          | Finalgegnerin           | Ergebnis      |
| ---- | ----------------- | ----------------------- | ------------- |
| 1971 | Olga Morosowa     | Anna-Maria Nasuelli     | 6:0, 6:3      |
| 1972 | Virginia Wade     | Fiorella Bonicelli      | 6:4, 6:1      |
| 1974 | Raquel Giscafre   | Beatriz Araújo          | 7:5, 1:6, 6:2 |
| 1978 | Caroline Stoll    | Emilse Raponi Longo     | 6:3, 6:2      |
| 1986 | Gabriela Sabatini | Arantxa Sánchez Vicario | 6:1, 6:1      |
| 1987 | Gabriela Sabatini | Isabel Cueto            | 6:0, 6:2      |

### Doppel
| Jahr | Siegerinnen                       | Finalgegnerinnen                        | Ergebnis      |
| ---- | --------------------------------- | --------------------------------------- | ------------- |
| 1971 | Olga Morosowa Betty Stöve         | Beatriz Araújo Ines Roget               | 7:5, 6:1      |
| 1972 | Helga Masthoff Pam Teeguarden     | Ana María Arias Virginia Wade           | 6:4, 6:1      |
| 1974 | Katja Ebbinghaus Helga Masthoff   | Beatriz Araújo Raquel Giscafre          | 6:0, 6:1      |
| 1978 | Françoise Dürr Valerie Ziegenfuss | Laura duPont Regina Maršíková           | 1:6, 6:4, 6:3 |
| 1986 | Lori McNeil Mercedes Paz          | Manon Bollegraf Nicole Jagerman         | 6:1, 2:6, 6:1 |
| 1987 | Mercedes Paz Gabriela Sabatini    | Jill Hetherington Christiane Jolissaint | 6:2, 6:2      |